# Satannish
Satannish è un personaggio immaginario dei fumetti creato da Gene Colan e Roy Thomas per la casa editrice Marvel Comics nel novembre del 1968.
È un potente demone che vive in un regno adiacente alla Terra anche se non ha mai mostrato interesse ad attaccarla.

## Biografia
Creato da Dormammu, ad un certo punto Satannish lo abbandonò e viaggiò a lungo per l'universo cercando un luogo dove vivere. Durante il suo viaggio vide la Terra e, incuriosito dal pianeta, decise di stabilirsi accanto ad esso creando nel processo un suo regno personale.

## Poteri e abilità
Satannish è uno dei più potenti e pericolosi demoni del multiverso Marvel e a detta dello stesso Dormammu supera Mefisto in potenza. Possiede doti sovrumane, ha il controllo totale sul fuoco dell'inferno, il controllo totale sulla materia a livello subatomico, la telepatia, il teletrasporto, la telecinesi, è immortale, può risorgere (anche se ciò lo rispedirà nella sua dimensione), può trasmigrare da un corpo all'altro e in maniera simile a Dormammu e Mefisto è imbattibile nel suo regno tanto da aver sconfitto Galactus potenziato dai poteri di Dormammu.